# Annibale Zoilo
Annibale Zoilo (Roma, 1537 circa – Loreto, 30 giugno  1592) è stato un compositore italiano tra i più importanti del Rinascimento italiano.

## Biografia
Annibale Zoilo nacque a Roma nel 1537 circa e nella sua città fu sin da giovanissimo responsabile musicale nella chiesa di San Luigi dei Francesi e nella Cappella musicale Pia Lateranense della basilica di San Giovanni in Laterano (dove fu maestro dal 1561 al 1570). Attorno ai vent'anni entrò al servizio del cardinale Guglielmo Sirleto.
Durante il Concilio di Trento, assieme a Giovanni Pierluigi da Palestrina, ricevette il compito di introdurre una riforma melodica della musica sacra,  che rispettasse i dettami conciliari e contribuì così alla revisione del canto gregoriano, canto proprio e tradizionale della liturgia romana.
Nel 1581 ebbe l'incarico di direttore nusicale nella concattedrale della Santissima Annunziata a Todi e dal 1584, trasferitosi definitivamente a Loreto, fu maestro di cappella nella basilica della Santa Casa.
Vincenzo Galilei lo cita nel suo Fronimo (Dialogo di Vincentio Galilei fiorentino, nel quale si contengono le vere, Et necessarie regole del Intauolare la Musica nel Liuto).

## Composizioni
Lavorò a pagine musicali sacre e profane. Attorno al 1568 pubblicò madrigali a cinque e sei voci e di lui restano lavori anche manoscritti usciti in varie raccolte collettive.
Tra i suoi lavori si ricordano:
- Caligaverunt oculi mei.[3]
- Cosi dissi egli.[4]
- Eran le vostre chiome all'aura sparse.[5]
- Occhi dolci occhi soavi occhi cari.[6]